# Nick & Simon
Nick & Simon is een Nederlands voormalig zang- en presentatieduo uit Volendam, dat bestaat uit Nick Schilder en Simon Keizer. Ze scoorden hits met onder andere Kijk omhoog en Pak maar m'n hand en presenteerden diverse televisieprogramma's en muziekdocumentaires. Zij stammen beiden uit bekende Volendamse muziekfamilies.

## Biografie

### Ontstaan en doorbraak (2006-2008)
Simon Keizer (16 mei 1984) kwam bij Nick Schilder (6 november 1983) in de klas en ze begonnen met zingen. Het nummer Still searching schreef Simon speciaal voor zijn vader die overleed aan maagkanker. Het duo werd bekend nadat ze veelvuldig te zien waren in de reallifesoap van hun vriend Jan Smit. In 2006 zorgde dat voor een doorbraak met de singles Steeds weer en De soldaat. De soldaat is speciaal geschreven voor de Nederlandse militairen in Uruzgan en hun familie thuis. Van de single is op verzoek een nieuwe versie gemaakt, omdat in de oorspronkelijke versie de soldaat in het liedje dood gaat. In het door Nick herschreven De soldaat, de hereniging sluiten de soldaat en zijn geliefde elkaar echter weer in de armen. Ook het debuutalbum Nick & Simon was een groot succes en bereikte de top 10 van de Album Top 100. Het album heeft inmiddels de platina status bereikt.
Hun vaste producer vanaf het eerste uur is Gordon Groothedde. Hij schreef en arrangeerde veel van de grote hits van het duo.
Meer dan 80 liedjes van Nick & Simon kwamen in de Volendammer Top 1000 terecht, een hitlijst die in 2013 werd samengesteld door een groot aantal lokale radio- en televisiestations in Noord-Holland. In januari 2007 wonnen zij de Zilveren Harp, de aanmoedigingsprijs voor veelbelovende artiesten die een belangrijke bijdrage hebben geleverd aan de Nederlandse muziek.

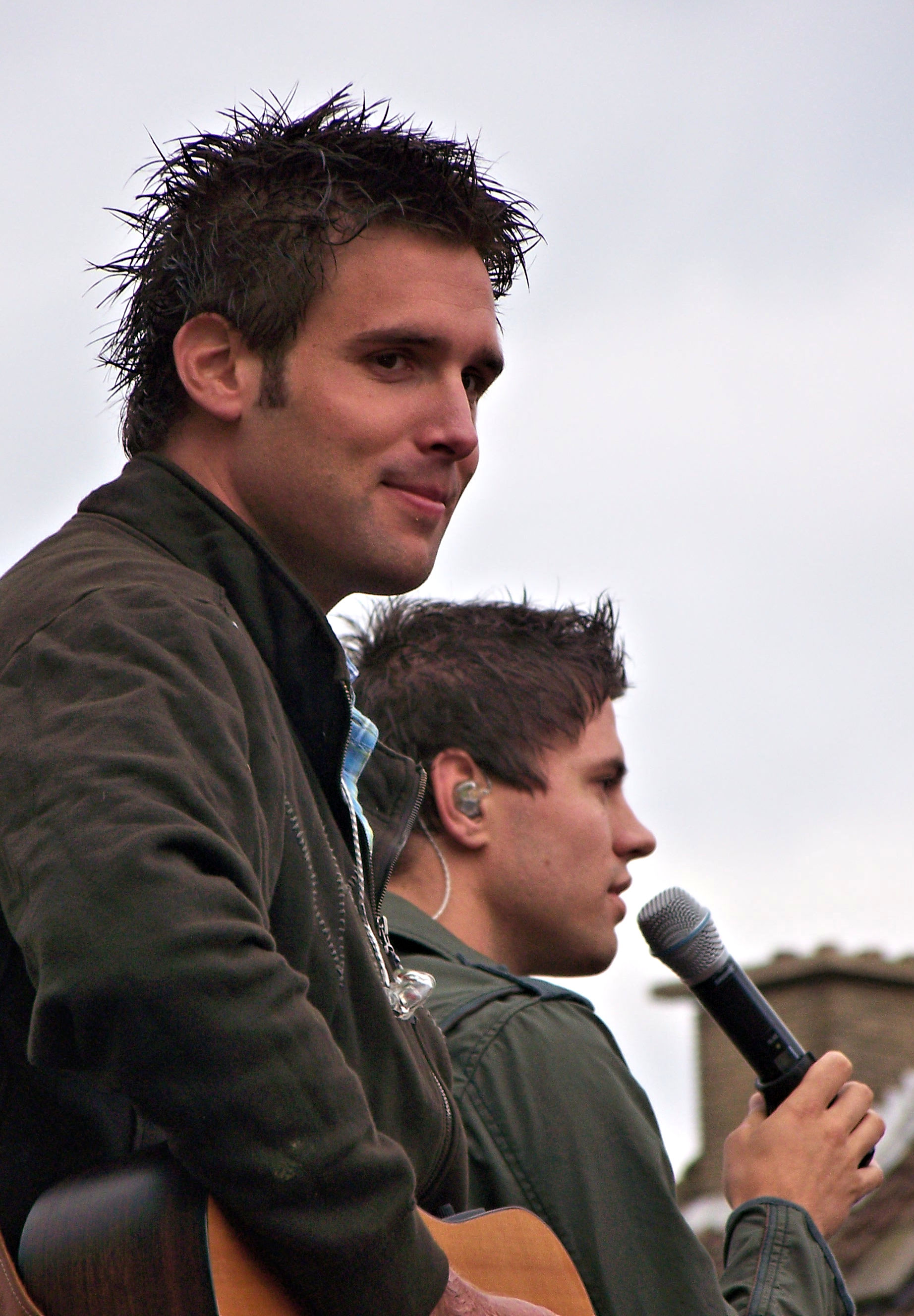
Nick & Simon tijdens een optreden in Assen (2007)

Begin september 2007 had het duo hun derde top 10-notering in de Single Top 100. De eerste single Kijk omhoog van het nieuwe album Vandaag kwam binnen op nummer 2 en was hun grootste hitsucces tot dan toe. In de Top 40 kwam het duo binnen op nummer 15. In de week dat hun debuutalbum de platinastatus bereikte, komt het tweede album binnen op nummer 1 in de Album Top 100. Het was voor Nick & Simon hun eerste nummer 1-positie.
Vanaf september 2007 zond de TROS de belevenissen van Nick & Simon uit die ze die zomer hadden beleefd met de 3js en Jan Smit in het programma Jan Smit, de zomer voorbij. Hun eigen reallifesoap was vanaf 25 november te zien op Nederland 1. Ook verscheen die maand hun nieuwe album. "Vandaag" bereikte op de dag van uitbrengen al de Gouden status en werd uiteindelijk in december platina.
Op de TMF Awards wonnen Nick & Simon de allereerste TMF Borsato Award, waardoor zij het evenement mochten afsluiten. Andere genomineerden waren o.a. Stevie Ann en VanVelzen.
In november 2007 ontving het duo voor de tweede maal een Rembrandt voor het album Vandaag, een prijs van Stichting Nederlandse Muziek voor albums die zich onderscheiden door oorspronkelijke Nederlandse composities en/of teksten. In 2006 kreeg het duo al een Rembrandt voor het album Nick & Simon. Hiermee zijn zij de eerste artiesten die voor twee opeenvolgende albums de prijs kregen toegekend. Op 23 november 2007 werd bekend dat het duo voor het eerst - van niets - de nummer 1-positie had bereikt in de Single Top 100 met Pak maar m'n hand. In de Top 40 kwam het echter "maar" op positie 28 binnen. Op eerste kerstdag reikte de single bovenaan in de Volendam Top 100. Dit nummer is de titelsong van de film De scheepsjongens van Bontekoe.
De manager van het duo, Aloys Buys, meldde op 23 december 2007 dat Nick en Simon in 2009 zouden gaan optreden in Ahoy' in Rotterdam), Mecc in Maastricht en ook de Brabanthallen in 's-Hertogenbosch aan zullen doen. Wel wacht Buys af of de komende theatertournee succesvol zou worden afgerond. Rosanne stond in 2008 en 2009 in totaal 55 weken in de Single Top 100. Het TROS-programma Het mooiste meisje van de klas dat in januari van start ging, gebruikte het nummer Spaanse duif van het debuutalbum Nick & Simon als openingstune.

### Vandaag, internationaal succes en record in eigen land (2009-2011)
In 2009 namen Nick & Simon deel aan het programma De beste zangers van Nederland. In januari van dat jaar ontvingen Nick & Simon voor de hit Rosanne de SENA-Mediatools Award voor de meest gedraaide nederpophit in de horeca. Op 24 januari was Vallende sterren de derde nummer 1-hit voor het duo in de Single Top 100.
Op 26 maart raakten Nick en Simon bij het maken van hun nieuwe videoclip in Andalusië betrokken bij een auto-ongeluk. De remmen van de oude Plymouth Fury waar ze in reden begaven het, en ze botsten tegen een rotswand. Nick liep een hersenschudding en lichte brandwonden in zijn gezicht op; Simon bleef ongedeerd.
Op 17 april 2009 kwam de nieuwe single De dag dat alles beter is binnen op 1 in de single top 100. Op de B-kant stond Naast jou, een cover van Boudewijn de Groot. Op 29 augustus hadden ze met Lippen op de mijne hun derde nummer 1-hit in één kalenderjaar. Op 28 november behaalden ze met Het masker hun vierde nummer 1-hit in de single top 100. Hiermee zijn ze (volgens hun platenmaatschappij) de succesvolste artiesten van eigen bodem; het is nog niet eerder voorgekomen dat een artiest of band van eigen bodem vier nummer 1-hits in een jaar had.
Voor het eerst had het duo in België een hit: Door jou, afkomstig van Luister behaalde een 14e positie. Een nieuwe dag was op 28 augustus 2010 de derde hit van het duo die nieuw binnenkwam op nummer 1 in de Single Top 100, afkomstig van het vierde album Fier. Ze maakten deel uit van de coaches van het talentenprogramma The voice of Holland.
Op de single Een Zomer Lang heeft het duo gekozen voor drie bonustracks, namelijk drie Engelstalige tracks afkomstig uit hun succesvolle tv-programma Nick & Simon The American Dream. Dat programma was een docusoap over een reis die ze maakten in Amerika waarbij ze keken of ze daar zouden kunnen doorbreken. In augustus 2011 werkte het duo samen met Acda & de Munnik. Schilder nam een single op met Acda, en Keizer op zijn beurt met De Munnik. De single van Schilder en Acda kwam op 1 binnen in de Single Top 100. Die van Keizer en de Munnik volgde hen op nummer 2. Ze hebben in oktober vier uitverkochte Symphonica in Rosso-concerten gegeven in het Gelredome. Ook kreeg het duo een tegel op de walk of fame, voor het stadion. Samen verschenen ze ook in commercials van C1000 en de NS.

### The Voice Kids,Christmas withenEin Neuer Tag(2012-2015)
In 2012 zijn Nick & Simon coach bij The Voice Kids, dat wordt uitgezonden van 27 januari 2012 t/m 23 maart 2012. Ook zijn ze te zien in hun eigen nieuwe programma: Nick tegen Simon, dat wordt gepresenteerd door Katja Schuurman. Ook zijn ze ambassadeurs voor de vrijheid en op 5 mei gingen ze dan ook alle bevrijdingsfestivals langs. Hetzelfde jaar gingen ze niet mee op reis in De Zomer Voorbij in verband met Nicks aankomende vaderschap. Op 19 september traden ze voor het eerst op in Carré. Ook werd bekend dat ze zouden stoppen met The Voice of Holland als coaches, maar nog wel zouden doorgaan met The Voice Kids.

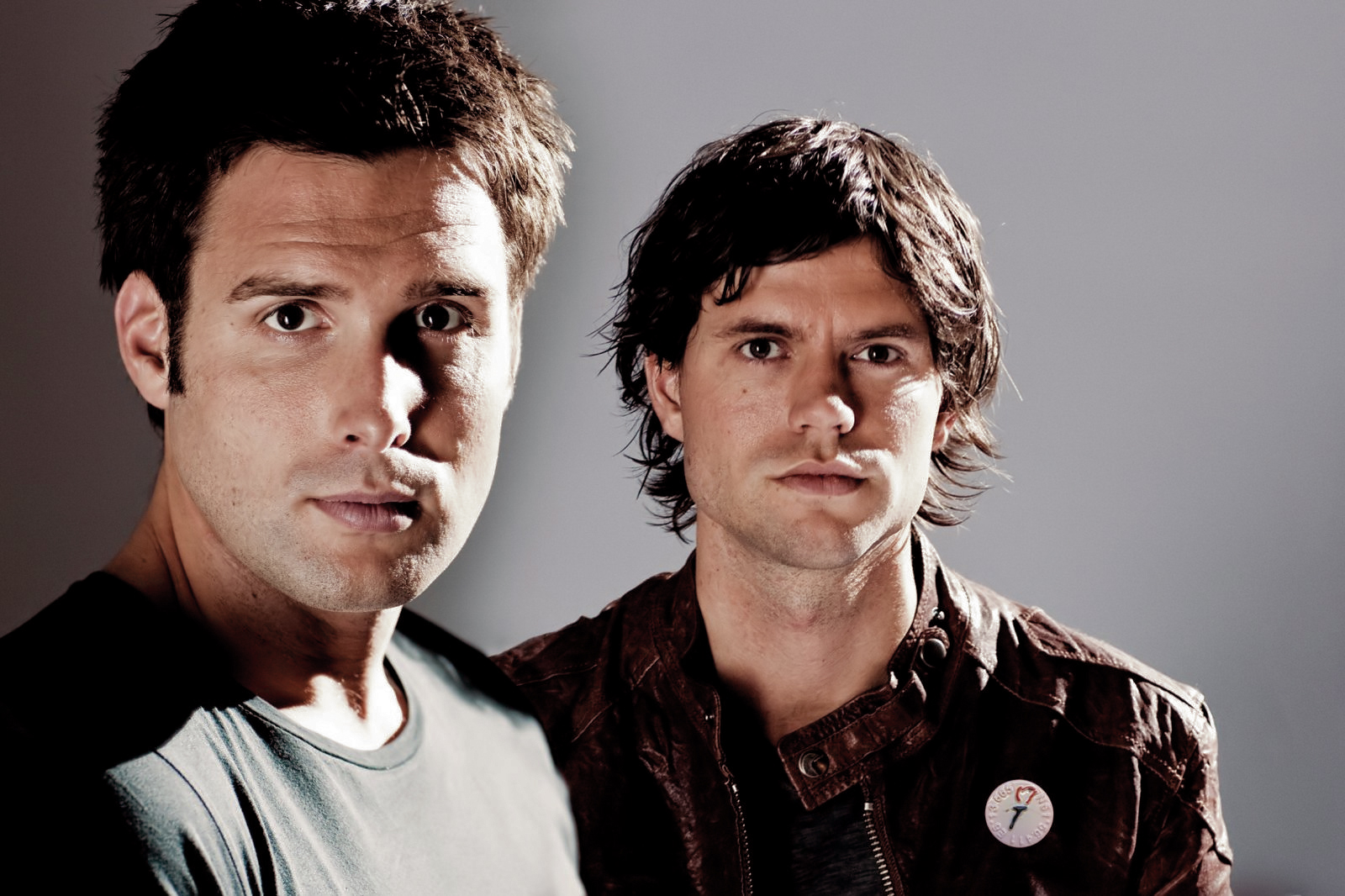
Nick en Simon (Rogier Jaarsma, 2013)

Nick en Simon zouden oorspronkelijk in 2012 naar Japan gaan, maar waren, wegens ziekte van Nick, genoodzaakt hun reis uit te stellen. Nick had last van een voorhoofdsholteontsteking en een gekneusde enkel, en kon vanwege de hoge koorts niet vliegen. De reis naar Japan werd uiteindelijk helemaal afgelast. In plaats daarvan zijn ze in mei naar Zuid-Afrika geweest, voor hun programma Die Suid-Afrikaanse Droom. Ze deden het zo goed in Zuid-Afrika, dat ze daar een single in het Afrikaans uitbrachten. De single heet Wat een nag, en is een remake van hun oorspronkelijke nummer Wat een nacht. In dit liedje is ook de Zuid-Afrikaanse zangeres Simangele Mashazi te horen.
Met het uitbrengen van het nummer Julia vestigde ze een wereldrecord, ze ontvingen het officiële certificaat uitgegeven door Guinness Book of Records, uit de handen van Albert Verlinde in RTL Boulevard. Nick & Simon behaalden het wereldrecord door gelijktijdig met de single nog 153 andere alternatieve singles met verschillende vrouwennamen uit te brengen. Julia kwam zowel in de Single Top 100 als in de Nederlandse Top 40 direct binnen op de eerste plaats. Voor Nick en Simon was het de eerste keer dat ze in de Top 40 een nummer 1-hit scoren.
Daarnaast hebben Nick en Simon hun eigen strip in het tijdschrift Tina. Ook waren ze drie jaar lang de meestgeboekte artiesten van Nederland.  Op 20 november 2013 was het duo met 7,5 jaar, vanaf 13 mei 2006, onafgebroken in de Album Top 100 een recordtijd genoteerd met vijf reguliere studioalbums, de live-cd Symphonica In Rosso en de recent uitgebrachte kerst-cd.
In 2015 is Nick en Simon een van de deelnemende teams in het SBS6-programma Lekker Nederlands, waarbij ze Engelstalige platen hertalen.

### Internationale aspiraties enAangenaam(2016-heden)
In 2016 kwam hun biografie 10 jaar Nick&Simon, geschreven door Klaas Bond, uit.
Na The American Dream, Die Suid-Afrikaanse Droom en The Caribbean Dream en het beproeven van hun geluk in Engeland en Ierland reizen Nick, Simon en Kees Tol in het vijfde seizoen van The Dream opnieuw af naar de Verenigde Staten. Dit keer bezoeken ze echter de westkust met 'entertainment capitals' Los Angeles en Las Vegas.
In 2020 namen zij de presentatie seizoen 15 van Beste Zangers over van Jan Smit die dit seizoen wegens ziekte niet kon presenteren.
Nick & Simon is sinds maart 2021 onderdeel van de gelegenheidsformatie The Streamers, die tijdens de coronapandemie gratis livestream-concerten gaven. Nadat de coronaregels in grote lijnen los werden gelaten, kondigde de formatie ook concerten met publiek aan.

### Afscheid als muzikaal duo
In augustus 2022 maakten ze bekend dat ze voornemens zijn als muzikaal duo te stoppen in het voorjaar van 2023. Wel gaven ze aan door te gaan met hun samenwerking voor televisieprogramma's. Als musici willen ze zich richten op 'persoonlijke creativiteit en solo-aspiraties'. Bij een interview in het programma Jinek gaf Simon Keizer aan dat de oorzaak bij hem lag. In maart en april 2023 hadden ze een reeks afscheidsconcerten genaamd Nu of Ooit, die op 10 april eindigde in Rotterdam Ahoy.

## Televisie
- Gewoon Jan Smit (2005-2008)
- Jan Smit, de zomer voorbij (2007-2011, 2014)
- Palingsoap (2009-2010)
- De beste zangers van Nederland (2009, als kandidaat, 2020 als presentatieduo ter vervanging van Jan Smit)
- Sesamstraat (15-01-2010)
- The voice of Holland (2010-2012)
- Nick en Simon, The American Dream (2011)
- The Voice Kids (2012-2015)
- Nick tegen Simon (2012)
- Nick & Simon, Die Suid-Afrikaanse Droom (2013)
- Nick & Simon, The Caribbean Dream (2014)
- Nick & Simon, The Dream (2015)
- De winter voorbij (2015)
- Lekker Nederlands (2015-2016)
- Nick & Simon, The Dream (2016)
- Zullen we een spelletje doen? (2016)
- Talenten Zonder Centen (2016), samen met Kees Tol
- Nick & Simon, De Muzikale Droom (2018)
- Sing It! (2018)
- De Mannen van Taal (2019)
- Nick, Simon & Kees: Homeward Bound; Simon & Garfunkel (2020)
- Beste Zangers (2020) ter vervanging van Jan Smit
- Hit The Road (2020)
- De 3 sterren camping (2020-2022)
- Nick, Simon & Kees: Take a chance on me (2021)
- Onmogelijke duetten (2021-2022)
- Strandgasten (2023), samen met Kees Tol
- Nick, Simon en Kees: The Beatles; Magical Mystery Tour (mei/juni 2023)

## Prijzen en onderscheidingen
- Originele Rembrandt (album Nick & Simon, 2006)
- TMF Borsato Award (2007)
- Zilveren Harp (2007)
- 100% NL Award (album Fier, 2009)
- SENA Mediatools Award (single Rosanne, 2009)
- 100% NL Award (album Fier, 2010)
- Buma NL Award (beste groep, 2011)
- Buma NL Award (single Vlinders, 2011)
- 100% NL Award (hit van het jaar, single One Thousand Voices, 2012)
- 100% NL Award (artiest van het jaar, 2012)
- 100% NL Award (album van het jaar, album Sterker, 2012)
- Edison Pop Publieksprijs voor beste album (Sterker, 2013)

### Losse singles/albums
- Platina: Scheepsjongens van Bontekoe (dvd, 2008)

Zie voor de overige prijzen de discografie.

## Tentoonstelling
- Expositie "Open", 18 sep. 2015 t/m 3 jan. 2016. Museum De Fundatie, Zwolle. De kunstenaars David Bade & Tirzo Martha (IBB), Ard Doko, Lidy Jacobs, Joseph Klibansky, Danielle Kwaaitaal, Ans Markus, Ruud de Wild en Niels Smits van Burgst maakten werken op basis van de teksten van de nummers op het gelijknamige album.[20]